# Kaustik Volgograd
Maillots
Actualités
Dernière mise à jour : 31 août 2013.
Le Kaustik Volgograd est un club masculin de handball situé à Volgograd en Russie et fondé en 1976. Évoluant dans le Championnat de Russie, il est vainqueur à quatre reprises de cette compétition.

## Histoire

### En Union soviétique
Fondé en 1976, le club accède au deuxième niveau soviétique en 1980, soit quatre ans après sa fondation. En 1987, l'équipe réussit à se défaire de l'équipe de SK Kountsevo et accède une première fois  au Championnat d'Union soviétique. Si le club est relégué dès sa première saison, il retrouve l'élite parvient enfin à réaliser de bons résultats tels qu'une sixième place en 1990.

### En Russie
En Super League, le club eut bien plus facile à s'intégrer parmi la fine fleur de cet Super League sans doute parce d'importants clubs ne jouent désormais plus avec les clubs russes tels que le SKA Minsk.
Arrivant deux fois deuxièmes en 1994 et en 1995, le Kaustik Volgograd remporta alors quatre fois le titres de Champion.
Par après le club se classa deuxième en 2000 puis dans le milieu de classement jusqu'en 2007 où le club arriva troisième et réédita cette troisième place en 2008, puis se retrouve vice-champion de Russie en 2009 mais retomba à la troisième place lors des saisons 2009/2010 et 2010/2011.
Alors qu'en Coupe de Russie, le club se retrouva en finale en 2009, il atteignit également la troisième place en 2007, 2008, 2010 et en 2011.

## Palmarès
| Compétitions nationales                                                                     |
| - Champion de Russie (4) : 1996, 1997, 1998, 1999 - Vice-champion en 1994, 1995, 2000, 2009 |

## Personnalités liées au club

### Entraîneurs
- Léonid Korostachevitch 1976–2001
- Alexandre Alexeïev 2001–2012
- Dimitri Botcharnikov depuis 2012

### Joueurs célèbres
- Pavel Atman
- Oleg Grebnev
- Dimitri Yerochine
- Alexeï Kostigov
- Oleg Koulechov
- Igor Lavrov
- Igor Levchine
- Sergueï Pogorelov
- Ivan Pronine
- Pavel Soukossian
- Igor Vassiliev